# Diócesis de Jalingo
La diócesis de Jalingo (en latín: Dioecesis Ialingoënsis y en inglés: Roman Catholic Diocese of Jalingo) es una circunscripción eclesiástica de la Iglesia católica en Nigeria. Se trata de una diócesis latina, sufragánea de la arquidiócesis de Jos. Desde el 16 de abril de 2008 su obispo es Charles Hammawa.

## Territorio y organización
La diócesis tiene 60 292 km² y extiende su jurisdicción sobre los fieles católicos de rito latino residentes en parte del estado de Taraba.
La sede de la diócesis se encuentra en la ciudad de Jalingo, en donde se halla la Catedral de Nuestra Señora Reina de la Paz y la excatedral de San Agustín.
En 2021 en la diócesis existían 69 parroquias.

## Historia
La diócesis fue erigida el 3 de febrero de 1995 con la bula Quo efficacius del papa Juan Pablo II, derivando el territorio de la diócesis de Yola.
El 14 de diciembre de 2022 cedió una porción de su territorio para la erección por el papa Francisco de la diócesis de Wukari.

## Estadísticas
Según el Anuario Pontificio 2022 la diócesis tenía a fines de 2021 un total de 558 197 fieles bautizados.
| Año                                                                             | Población            | Población | Población      | Sacerdotes | Sacerdotes    | Sacerdotes    | Bautizados por sacerdote | Diáconos permanentes | Religiosos | Religiosos | Parroquias |
| Año                                                                             | Bautizados católicos | Total     | % de católicos | Total      | Clero secular | Clero regular | Bautizados por sacerdote | Diáconos permanentes | Varones    | Mujeres    | Parroquias |
| ------------------------------------------------------------------------------- | -------------------- | --------- | -------------- | ---------- | ------------- | ------------- | ------------------------ | -------------------- | ---------- | ---------- | ---------- |
| 1999                                                                            | 199 252              | 1 946 156 | 10.2           | 35         | 26            | 9             | 5692                     |                      | 11         | 24         | 27         |
| 2000                                                                            | 204 766              | 2 096 156 | 9.8            | 35         | 26            | 9             | 5850                     |                      | 12         | 25         | 28         |
| 2001                                                                            | 220 912              | 2 573 336 | 8.6            | 35         | 28            | 7             | 6311                     |                      | 9          | 25         | 28         |
| 2002                                                                            | 231 374              | 2 772 265 | 8.3            | 36         | 32            | 4             | 6427                     |                      | 7          | 22         | 29         |
| 2003                                                                            | 240 394              | 2 832 299 | 8.5            | 34         | 30            | 4             | 7070                     |                      | 8          | 22         | 29         |
| 2004                                                                            | 252 653              | 2 832 299 | 8.9            | 42         | 36            | 6             | 6015                     |                      | 8          | 25         | 28         |
| 2006                                                                            | 265 112              | 2 991 000 | 8.9            | 45         | 40            | 5             | 5891                     |                      | 5          | 28         | 28         |
| 2013                                                                            | 456 293              | 3 588 000 | 12.7           | 75         | 67            | 8             | 6083                     |                      | 8          | 28         | 42         |
| 2016                                                                            | 466 862              | 3 826 000 | 12.2           | 84         | 76            | 8             | 5557                     |                      | 8          | 30         | 47         |
| 2019                                                                            | 529 069              | 3 924 000 | 13.5           | 83         | 75            | 8             | 6374                     |                      | 8          | 29         | 45         |
| 2021                                                                            | 558 197              | 4 258 900 | 13.1           | 98         | 90            | 8             | 5695                     |                      | 8          | 30         | 69         |
| Fuente: Catholic-Hierarchy, que a su vez toma los datos del Anuario Pontificio. |                      |           |                |            |               |               |                          |                      |            |            |            |

## Episcopologio
- Ignatius Ayau Kaigama (3 de febrero de 1995-14 de abril de 2000 nombrado arzobispo de Jos)
- James Naanman Daman, O.S.A. † (5 de diciembre de 2000-2 de junio de 2007 nombrado obispo de Shendam)
- Charles Hammawa, desde el 16 de abril de 2008